# NGC 4678/1
NGC 4678/1 је спирална галаксија у сазвежђу Девица која се налази на NGC листи објеката дубоког неба.
Деклинација објекта је - 4° 34' 47" а ректасцензија 12h 49m 42,3s. Привидна величина (магнитуда) објекта NGC 4678 износи 14,3 а фотографска магнитуда 15,0. NGC 46781 је још познат и под ознакама IC 824-1, MCG -1-33-18.